# Rachel Caine
Pour les articles homonymes, voir Caine.
Rachel Caine, nom de plume de Roxanne Longstreet Conrad, née le 27 avril 1962 et morte le 1er novembre 2020, est une écrivaine américaine spécialisée dans les romans de science-fiction, de fantasy, de mystère, de suspense et d'horreur.

## Biographie
Roxanne Conrad grandit dans l'ouest du Texas et est diplômée du lycée Socorro à El Paso, au Texas, en 1980. Elle obtient un baccalauréat en comptabilité du Rawls College of Business de l'Université Texas Tech en 1985, avec une mineure en musique. Caine écrit et publie des romans et des nouvelles depuis 1990. Elle est une musicienne professionnelle qui joue avec des musiciens notables, dont Henry Mancini, Peter Nero et John Williams.
À partir de 1999, elle travaille dans le domaine de la communication institutionnelle en tant que conceptrice Web, rédactrice en chef, responsable de la communication institutionnelle et enfin directrice de la communication institutionnelle pour une grande multinationale. Elle prend une pause de huit mois pendant la majeure partie de l'année 2008 pour respecter des délais pressants, et prend sa retraite de son poste pour écrire à plein temps en 2010. Elle vit dans le nord du Texas avec son mari, l'artiste Cat Conrad qu'elle a rencontré lors d'une convention en 1991,. Conrad écrit la plupart de ses œuvres à la maison et sur la route lors de ses tournées et apparitions,.
Elle écrit sous différents noms de plume. Rachel Caine est le plus connu avec ses séries Les gardiens des éléments et Vampire City traduites en français. Mais elle a aussi écrit sous les noms de Roxanne Longstreet, Roxanne Conrad, Ian Hammell et Julie Fortune.
En 2018, Conrad découvre qu'elle est atteinte d'un sarcome des tissus mous. Elle meurt le 1er novembre 2020.

## Récompenses
- 2020 : prix Solstice remis lors de la cérémonie des prix Nebula[8]

## Œuvres

### SérieLes Gardiens des éléments(Weather Warden)
1. La Maîtresse du vent, Eclipse, 2010 ((en) Ill Wind, 2003), trad. Marianne Audouard, 352 p.  (ISBN 978-2-36270-011-8)
2. Vague de chaleur, Eclipse, 2011 ((en) Heat Stroke, 2004), trad. Annaïg Houesnard, 400 p.  (ISBN 978-2-36270-041-5)
3. Sueur froide, Eclipse, 2011 ((en) Chill Factor, 2005), trad. Annaïg Houesnard, 380 p.  (ISBN 978-2362700699)
4. Vent de discorde, Panini, 2013 ((en) Windfall, 2005), trad. Annaïg Houesnard, 360 p.  (ISBN 978-2-80943-203-9)
5. Retour de flamme, Panini, 2013 ((en) Firestorm, 2006), trad. Annaïg Houesnard, 360 p.  (ISBN 978-2-80943-360-9)
6. Dernier Souffle, Panini, 2014 ((en) Thin Air, 2007), trad. Annaïg Houesnard, 380 p.  (ISBN 978-2-8094-3614-3)
7. (en) Gale Force, 2008
8. (en) Cape Storm, 2009
9. (en) Total Eclipse, 2010
10. (en) Red Hot Rainannoncé mais jamais sorti à la suite de sa mort

### SérieVampire City(The Morganville Vampires)
1. Bienvenue en enfer, Hachette Jeunesse, 2010 ((en) Glass Houses, 2006), trad. Alice Delarbre, 360 p.  (ISBN 978-2-01-201929-4)
2. La Nuit des zombies, Hachette Jeunesse, 2011 ((en) The Dead Girl's Dance, 2007), trad. Alice Delarbre, 360 p.  (ISBN 978-2-01-202000-9)
3. Le Crépuscule des vampires, Hachette Jeunesse, 2011 ((en) Midnight Alley, 2007), trad. Alice Delarbre, 360 p.  (ISBN 978-2-01-202001-6)
4. La Fête des fous, Hachette Jeunesse, 2011 ((en) Feast of Fools, 2008), trad. Alice Delarbre, 360 p.  (ISBN 978-2-01-202129-7)
5. Le Maître du chaos, Hachette Jeunesse, 2012 ((en) Lord of Misrule, 2009), trad. Alice Delarbre, 360 p.  (ISBN 978-2-01-202866-1)
6. Fin de partie, Hachette Jeunesse, 2012 ((en) Carpe Corpus, 2009), trad. Alice Delarbre, 352 p.  (ISBN 978-2-01-203104-3)
7. Pleins feux sur Morganville, Hachette Jeunesse, 2013 ((en) Fade Out, 2009), trad. Alice Delarbre, 368 p.  (ISBN 978-2012035300)
8. Le Baiser de la mort, Hachette Jeunesse, 2013 ((en) Kiss of Death, 2010), trad. Alice Delarbre, 368 p.  (ISBN 978-2012035317)
9. Ville fantôme, Hachette Jeunesse, 2014 ((en) Ghost Town, 2010), trad. Alice Delarbre, 382 p.  (ISBN 978-2-01-204233-9)
10. (en) Bite Club, 2011
11. (en) Last Breath, 2011
12. (en) Black Dawn, 2012
13. (en) Bitter Blood, 2012
14. (en) Fall of Night, 2013
15. (en) Daylighters, 2013

### SérieOutcast Season
1. Indésirable, Alter Real, 2021 ((en) Undone, 2009), 364 p.  (ISBN 978-2-37812-366-6)
2. Incognito, Alter Real, 2021 ((en) Unknown, 2010), 316 p.  (ISBN 978-2-37812-421-2)
3. Invisible, Alter Real, 2022 ((en) Unseen, 2011), trad. Julie Nicey, 354 p.  (ISBN 978-2-37812-532-5)
4. Invincible, Alter Real, 2022 ((en) Unbroken, 2012), 360 p.  (ISBN 978-2-37812-590-5)

### SérieFunèbres(The Revivalist)
1. Boulot mortel, J'ai lu, 2014 ((en) Working Stiff, 2011), trad. Paola Appelius, 448 p.  (ISBN 978-2-29-005812-1)
2. Sans préavis, J'ai lu, 2014 ((en) Two Weeks' Notice, 2012), trad. Paola Appelius  (ISBN 978-2-290-05813-8)
3. Fin de contrat, J'ai lu, 2015 ((en) Terminated, 2013), trad. Paola Appelius  (ISBN 978-2-290-10157-5)

### SérieLa Grande Librairie(The Great Library)
1. D'encre et d'os, Teen spirit, 2022 ((en) Ink and Bone, 2015), trad. Caroline Bertaud  (ISBN 979-10-381-1664-1)
2. De papier et de feu, Teen spirit, 2022 ((en) Paper and Fire, 2016), trad. Caroline Bertaud  (ISBN 979-10-381-1665-8)
3. De plumes et de cendre, Teen Spirit, 2023 ((en) Ash and Quill, 2017), trad. Caroline Bertaud, 388 p.  (ISBN 979-10-381-1666-5)
4. De fumée et de fer, Teen Spirit, 2023 ((en) Smoke and Iron, 2018), trad. Caroline Bertaud, 488 p.  (ISBN 979-10-381-1667-2)
5. D'épée et de mots, Teen Spirit, 2024 ((en) Sword and Pen, 2019), trad. Caroline Bertaud, 472 p.  (ISBN 979-10-381-2071-6)

### SérieStillhouse Lake
1. L'Ombre de la menace, L'Archipel, 2019 ((en) Stillhouse Lake, 2017), trad. Sebastian Danchin, 331 p.  (ISBN 978-2-8098-2690-6)
2. L'Ombre de l'assassin, L'Archipel, 2020 ((en) Killman creek, 2017), trad. Sebastian Danchin, 394 p.  (ISBN 978-2-8098-2888-7)
3. L'Ombre du crépuscule, L'Archipel, 2020 ((en) Wolfhunter river, 2019), trad. Sebastian Danchin, 398 p.  (ISBN 978-2-8098-4148-0)
4. (en) Bitter Falls, 2020
5. (en) Heartbreak Bay, 2021

### Romans indépendants
- Prince des ténèbres, J'ai lu, 2017 ((en) Prince of Shadows, 2014), trad. Benjamin Kuntzer, 448 p.  (ISBN 978-2290103968)nouvelle version de Roméo et Juliette

## Adaptations
Sa série Vampire City est adaptée en une web-série d'une saison de six épisodes : Morganville. Elle est financée par une campagne de financement participatif sur Kickstarter (lancée en 2013) et les scenarii des épisodes sont écrits par Rachel Caine. La romancière participe également à la production. Parmi les acteurs choisis se trouvent Amber Benson (Amelie, vampire fondatrice de Morganville), Robert Picardo (Oliver) et Ben Easter (Michael). 